# Stelis attenuata
Stelis attenuata är en orkidéart som beskrevs av John Lindley. Stelis attenuata ingår i släktet Stelis och familjen orkidéer. Inga underarter finns listade i Catalogue of Life.